# Odprto prvenstvo Avstralije 1995
Odprto prvenstvo Avstralije 1995 je teniški turnir, ki je potekal med 16. in 29. januarjem 1995 v Melbournu.

## Moški posamično
Andre Agassi :  Pete Sampras 4–6, 6–1, 7–6(8–6), 6–4

## Ženske posamično
Mary Pierce :  Arantxa Sánchez Vicario 6–3, 6–2

## Moške dvojice
Jared Palmer /  Richey Reneberg :  Mark Knowles /  Daniel Nestor 6–3, 3–6, 6–3, 6–2

## Ženske dvojice
Jana Novotná /  Arantxa Sánchez Vicario :  Gigi Fernández /  Natalija Zverjeva 6–3, 6–7(3–7), 6–4

## Mešane dvojice
Natalija Zverjeva /  Rick Leach :  Gigi Fernández /  Cyril Suk 7–6(7–4), 6–7(3–7), 6–4 